# ماسون بي. توماس
ماسون بي. توماس (بالإنجليزية: Mason B. Thomas)‏ هو مدير فني أمريكي، ولد في 16 ديسمبر 1866 في New Woodstock, New York ‏ في الولايات المتحدة، وتوفي في 6 مارس 1912 في كروفوردسفيل في الولايات المتحدة.